# World3
World 3 es un modelo de simulación basado en la dinámica de sistemas, que se implementa en programa informático de simulación por ordenador. Se creó para realizar proyecciones sobre el futuro desarrollo del planeta, utilizando una gran base de datos con multitud de variables. Estas proyecciones se basan en la interrelación de sistemas tales como la población mundial, el crecimiento industrial, la producción de alimentos y los límites en los ecosistemas de la Tierra.

## Implementación
Los principales creadores de este modelo fueron Donella Meadows, Dennis Meadows y Jørgen Randers y fue documentado en el libro Dynamics of Growth in a Finite World. World 3 deriva de otros modelos de simulación creados por Jay W. Forrester denominados World 1 y su sucesor World 2. (Para más información sobre como surgió este modelo, ver la sección historia de Dinámica de sistemas).
World3 fue programado en un lenguaje de simulación llamado Dynamo, que fue desarrollado por el grupo de Forrester en el Instituto Tecnológico de Massachusetts. Posteriormente fue "traducido" al lenguaje Stella II, un programa de simulación usado en los ordenadores Macintosh de Apple.

## Utilización
World 3 fue la principal herramienta para escribir el informe Los Límites del Crecimiento, publicado en 1972. Posteriormente sufrió pequeñas modificaciones para ser usado en el libro Más allá de los límites del crecimiento, editado en 1992. En este libro el modelo también es denominado World 3, pero es conocido como World 3/91 para diferenciarlo de su anterior versión. Finalmente, para la realización del libro Los límites del crecimiento: 30 años después, publicado en 2004, se realizó otra versión conocida como World3/2004.
Una codificación del modelo fue editado en un CD-Rom en el año 2000 por el Institute for Policy and Social Science Research. Esta edición es conocida como World 3/2000.
Como sucede en todo modelo de simulación, la fiabilidad de sus previsiones no es del 100%, pero nos dan a conocer posibles escenarios futuros, fechas aproximadas, y reacciones posibles del medio ambiente y la sociedad. La fiabilidad del modelo dependerá de la posibilidad de incluir todos los factores y variables necesarios para poder reducir la incertidumbre de sus previsiones. Aspectos relacionados con nuevos desarrollos tecnológicos todavía inexistentes, evidentemente no han sido considerados y pueden ser la fuente más clara de incremento en la incertidumbre en las previsiones del modelo.